# Casa Alice
Casa Alice  è un programma televisivo italiano di genere culinario, trasmesso dal 2003 su Alice.

## La trasmissione
La trasmissione è nata nel 2003 con la conduzione di Rosanna Vaudetti, storica annunciatrice Rai. Dall'anno successivo la trasmissione è passata nelle mani di Franca Rizzi, con ospiti e chef che si sono alternati nel corso degli anni. Tra i curatori del programma, prodotto da Sitcom per Lt Multimedia, Paola Fanuele, Alessandra Giammorcaro, Giampaolo Trombetti, Barbara Giovanetti, la regia è di Giovanni Coi.
Nel programma si preparano ricette molto semplici alla portata di tutti. Ogni puntata prevede la preparazione di tre portate. Lo chef che cucina nella trasmissione dal 2010 è il cuoco di Casa Azzurri Daniele Persegani; inoltre, saltuariamente, vengono ospitati pasticceri, ristoratori, esperti di prodotti e territorio, food bloggers del network di Casa Alice.
Dal 15 febbraio 2016 i presentatori del programma sono Veronica Maya e lo chef valtellinese Roberto Valbuzzi.
Dal 2017 torna la storica conduttrice Franca Rizzi con lo chef Marco Valletta in una nuova collocazione, ovvero nell'access prime time a partire dalle 20.30.
Torna in onda il 19 luglio 2021 alle 12.00 su Alma TV con il titolo Nuova Casa Alice condotto nuovamente da Franca Rizzi in compagnia dello chef Marco Valletta.